# Millió dolláros bébi
A Millió dolláros bébi (eredeti cím: Million Dollar Baby) 2004-ben bemutatott amerikai filmdráma Clint Eastwood rendezésében. Eastwood egyben a film egyik főszereplője Hilary Swankkel és Morgan Freemannel.
Frankie Dunn (Clint Eastwood), a mindig óvatos, de remek bokszedző életében először beleegyezik, hogy egy lány edzője legyen. Maggie Fitzgerald (Hilary Swank) 30-as évei elején dönt úgy, hogy belekezd a bokszolásba. Olyan szegény, hogy néha még élelemre se futja neki. Eleinte csak Hepaj (Morgan Freeman) – egy volt ökölvívó – bátorítja, aki rendben tartja Frankie edzőtermét.
A film forgatókönyvét F.X. Toole Rope Burns: Stories from the Corner című novellagyűjteménye nyomán Paul Haggis írta. A film 2005-ben 4 Oscart nyert, köztük a legjobb film díját.

## Történet
Maggie Fitzgerald azzal akar bizonyítani magának, hogy sikeres bokszoló akar lenni. 31 éves és szegény körülmények között nevelkedett. Apja korán meghalt, folyton segélyek után loholó anyja nevelte testvéreivel egyetemben. Pincérnőként dolgozik, próbál spórolni.
A lány hiába keres edzőt, senki nem akarja vállalni. Végül Frankie Dunn edzőtermében köt ki, és kéri Frankie-t, hogy foglalkozzon vele, de ő is elutasítja, mert már a 30-on is túl van ekkorra Maggie, ráadásul lány, és Frankie nem edzett lányokat. Egyedül Hepaj bátorítja. Hepaj, egy volt bokszoló, Frankie barátja, aki rendben tartja az edzőtermet. Frankie volt az, aki játék közben mindig összefoltozta őt és aki ott volt akkor is, amikor egy meccs következtében elvesztette fél szemére a látását, ami derékba törte pályafutását.
Végül vonakodva, de Frankie elvállalta Maggie edzését, aki nagyon gyorsan fejlődik. Bár nagyon önfejű, megfogadja Frankie tanácsait és alig várja, hogy egy meccsen is szerepelhessen. A történet során megtudjuk, hogy Frankie-nek nem volt családja mióta elidegenedett a lányától, akinek hetente ír levelet, melyek rendre felbontatlanul visszaérkeznek. Rendszeresen járt templomba is. Frankie átpasszolja Maggie-t egy másik menedzsernek, aki elvitte első meccsére.
Ez az új menedzser csak a saját érdekeit nézi, egyéb ügyletei miatt akkor sem veszít Maggie meccsén, ha megverik a lányt. Végül Frankie közbeavatkozásával nyernek és így ő lesz újra a menedzser. Ezután egy sikerszéria következik. Maggie mindenkit kiüt már az első menetben. Bejárja a világot, népszerű lesz. Frankie, aki kelta könyveket bújik, megajándékozza egy „Mo Cuishle” feliratú selyemköpennyel, de nem árulja el annak jelentését. Ezután Maggie-re ragad az elnevezés.
Így eljutnak WBA váltósúlyú női címmérkőzésig. Billie, a Kék Medve, a meccs alatt, már a szünetben, szabálytalanul megüti Maggie-t, aki beveri a nyakát a pihenéshez kirakott székbe. Nyaktól lefelé megbénul. Frankie felhív egy tucat kórházat, de mindenhol azt mondják, hogy semmi remény a javulásra. Frankie először Hepajt aztán magát hibáztatja a történtekért. Szerinte nem kellett volna foglalkoznia egy lánnyal. Frankie rendszeresen látogatja a lányt. Nagy nehezen Maggie családja is eljön, de csak azért, hogy magukra írassák a lány házát, mielőtt a kezelésekre elmegy a lány egész vagyona. A házban egyébként ők laknak, ami csak azért nem került annak idején a nevükre mert nem akartak a segélytől sem elesni.
Maggie elveszíti a fél lábát is. Végül egy este a lány megkéri Frankie-t, hogy segítse át a halálba. Frankie nem egyezik bele. Maggie kétszer is átharapja a nyelvét, így majdnem elvérzik. Ezután nyugtatózzák, hogy ne próbálja meg újból. Frankie végül döntésre jut. Egy este bemegy hozzá, lekapcsolja a lélegeztető gépről és adrenalint ad be neki. Előtte még elmondja, hogy „Mo Cuishle” keltául kedvesemet, véremet jelent.

## Szereplők
| Szerep               | Színész          | Magyar hang        |
| -------------------- | ---------------- | ------------------ |
| Frankie Dunn         | Clint Eastwood   | Reviczky Gábor     |
| Maggie Fitzgerald    | Hilary Swank     | Kisfalvi Krisztina |
| Eddie "Hepaj" Dupris | Morgan Freeman   | Helyey László      |
| "Veszély" Barch      | Jay Baruchel     | Fesztbaum Béla     |
| Big Willie Jones     | Mike Colter      | Juhász György      |
| Billie "Kék Medve"   | Lucia Rijker     | -                  |
| Earline Fitzgerald   | Margo Martindale | Némedi Mari        |

## Díjak
A Millió dolláros bébi elnyerte 2004 legjobb filmje díját a 77. Oscar gálán. A díjat Martin Scorsese esélyesebbnek tartott Aviátorját legyőzve szerezte meg, amely film már a Golden Globe- és a BAFTA-díjat is megkapta a legjobb film kategóriában.
Clint Eastwood kapta a legjobb rendező díját, amiből már volt egy neki, és jelölve volt a legjobb férfi főszereplő kategóriában is. Hilary Swank és Morgan Freeman nyerte a legjobb női főszereplő és legjobb férfi mellékszereplő díját.
A filmet jelölték még a legjobb vágás és a legjobb eredeti forgatókönyv kategóriában is, de egyiket az Aviátornak, másikat az Egy makulátlan elme örök ragyogásának sikerült szoborra váltania.
Ezenkívül még jelölve volt és nyert több Golden Globe-díjat, valamint 43 egyéb díjat nyert és 26-ra volt jelölve.

### Díjak és jelölések
2004 Oscar-díj
- díj: legjobb film – Clint Eastwood, Albert S. Ruddy, Tom Rosenberg
- díj: legjobb rendező – Clint Eastwood
- díj: legjobb női főszereplő – Hilary Swank
- díj: legjobb férfi mellékszereplő – Morgan Freeman
- jelölés: legjobb férfi főszereplő – Clint Eastwood
- jelölés: legjobb vágás – Joel Cox
- jelölés: legjobb eredeti forgatókönyv – Paul Haggis

Amanda-díj (2005)
- jelölés: legjobb nemzetközi film – Clint Eastwood

Amerikai mozifilm vágók (Eddies) (2005)
- jelölés: legjobb vágás – Joel Cox

Amerikai forgatókönyvírók egyesülete (2005)
- díj: legjobb forgatókönyv – Paul Haggis

Művész rendező szervezet (2005)
- jelölés: Kortárs film – Henry Bumstead, Jack G. Taylor Jr.

Fekete film-díj (2005)
- jelölés: legjobb férfi mellékszereplő – Morgan Freeman

Broadcast filmkritikus egyesület-díj (2005)
- díj: legjobb színésznő – Hilary Swank
- jelölés: legjobb férfi mellékszereplő – Morgan Freeman
- jelölés: legjobb rendező – Clint Eastwood
- jelölés: legjobb film

Amerikai casting társaság (Artios) (2005)
- jelölés: legjobb casting dráma kategóriában – Hyllis Huffman

César-díj (2006)
- díj: legjobb külföldi film

Chicagói filmkritikusok egyesülete-díj (2005)
- díj: legjobb rendező – Clint Eastwood

Amerikai rendező szervezet (2005)
- díj: legjobb rendezés – film – Clint Eastwood, Tim Moore, Robert Lorenz, Donald Murphy, Katie Carroll and Ryan Craig

Nagy-Britanniai rendező szervezet (2005)
- jelölés: legjobb rendező – nemzetközi film kategória – Clint Eastwood

ESPY-díj (2005)
- jelölés: legjobb sport-film

Floridai filmkritikus kör (2005)
- díj: legjobb színésznő – Hilary Swank

Golden Globe-díj (2005)
- díj: legjobb színésznő drámai kategóriában – Hilary Swank
- díj: legjobb rendező drámai kategóriában – Clint Eastwood
- jelölés: legjobb férfi mellékszereplő – Morgan Freeman
- jelölés: legjobb film drámai kategóriában
- jelölés: legjobb filmzene – Clint Eastwood

Grammy-díj (2006)
- jelölés: legjobb zeneösszeállítás film, televízió vagy más vizuális médiában – Clint Eastwood

Billie-díj (2006)
- jelölés: legjobb film

Image-díj (2005)
- díj: legjobb férfi mellékszereplő – Morgan Freeman

MTV film díj (2005)
- jelölés: legjobb női alakítás – Hilary Swank

Film hang szerkesztők (Golden Reel-díj) (2005)
- jelölés: legjobb hang – Alar Robert Murray, Bub Asman, David Grimaldi, Jason King

Nemzeti filmbíráló bizottság (2004)
- díj: Speciális teljesítmény-díj – Clint Eastwood, producer, rendezés, szereplés és zeneszerzés.

New York-i filmkritikus kör-díj (2004)
- díj: legjobb rendező – Clint Eastwood

Amerikai producer szervezet (2005)
- jelölés: Az év legjobb filmproducere – Clint Eastwood, Albert S. Ruddy, Tom Rosenberg

Phoenix filmkritikus társaság-díj (2004)
- díj: legjobb női főszereplő – Hilary Swank

San Diegó-i filmkritikus társaság-díj (2004)
- díj: legjobb rendező – Clint Eastwood
- jelölés: legjobb filmzene – Clint Eastwood

Amerikai mozifilmszínész szervezet (2005)
- díj: legjobb férfi mellékszereplő  – Morgan Freeman
- díj: legjobb női főszereplő  – Hilary Swank
- jelölés: legjobb szereplőgárda – Clint Eastwood, Morgan Freeman, Hilary Swank

Amerikai írók szervezete (2005)
- jelölés: legjobb forgatókönyv előbb készített vagy kiadott alapon – Paul Haggis

## DVD-megjelenés
A film DVD változatban először 2005. július 12-én jelent meg angolul. Magyarul 2005. november 18-án adták ki. Ezenkívül Magyarországon kiadták a film alapjául szolgáló könyvet Millió dolláros bébi címen (eredeti cím: Rope Burns: Stories from the Corner).

## Kulisszatitkok
- Clint Eastwood-nak ez volt a huszonötödik rendezése.
- Clint Eastwood elmondta, hogy Hilary Swank rengeteget edzett, sokat dolgozott azért, hogy a képernyőn valódi bokszolónak látszódjon.
- Tom Rosenberg, a film egyik producere is hasonlókat mondott Hilery-ről: Elszántan dolgozott, pontosan ilyen színészt szerettem volna a képen látni, mert nem akartam, hogy kamu boksz legyen.
- Hilary Swank ezt mondta: A film előtt nem bokszoltam, szinte semmit sem tudtam róla. De nagyszerű edzőkkel és ökölvívókkal készültem, ezért sokat tanultam.